# NGC 1023A
NGC 1023A (другое обозначение — PGC 10139) — неправильная галактика в созвездии Персей.
Галактика низкой поверхностной яркости в инфракрасном диапазоне. 
Этот объект не входит в число перечисленных в оригинальной редакции «Нового общего каталога» и был добавлен позднее.